# 청웅면
청웅면(靑雄面)은 전북특별자치도 임실군에 위치한 행정 구역이다.

## 지리
동쪽은 임실읍, 서쪽은 강진면, 남쪽은 덕치면·삼계면, 북쪽은 운암면과 접한다.
해발고도 400∼600m의 노령산맥의 고원 중 고도 200m 내외의 작은 분지가 섬진강 상류의 지류인 갈담천 주변에 발달하여 면의 중심을 이룬다. 주곡 농업 외에 산나물과 은어 등이 토산물이다. 강진면 갈담과 임실 사이의 지방도로가 지난다.

## 행정 구역
- 구고리
- 남산리
- 두복리
- 석두리
- 옥석리
- 옥전리
- 청계리
- 향교리